# 目崎駿太郎
目崎 駿太郎（めざき しゅんたろう、2002年6月27日 - ）は、日本の男子バドミントン選手。

## 経歴
ジュニア時代からペアは同い年の西田陽耶。
2019年の全日本ジュニアで準優勝。
2023年の全日本社会人選手権で準優勝。